# Leipiöjärvi
Leipiöjärvi är en sjö i Pajala kommun i Norrbotten och ingår i Torneälvens huvudavrinningsområde. Sjön har en area på 0,735 kvadratkilometer och ligger 306,8 meter över havet. Sjön avvattnas av vattendraget Nuuksujoki (Leipiöjoki).

## Delavrinningsområde
Leipiöjärvi ingår i det delavrinningsområde (752048-178120) som SMHI kallar för Utloppet av Leipiöjärvi. Medelhöjden är 307 meter över havet och ytan är 6,62 kvadratkilometer. Det finns inga avrinningsområden uppströms utan avrinningsområdet är högsta punkten. Nuuksujoki (Leipiöjoki) som avvattnar avrinningsområdet har biflödesordning 3, vilket innebär att vattnet flödar genom totalt 3 vattendrag innan det når havet efter 292 kilometer. Avrinningsområdet består mestadels av skog (55 procent) och sankmarker (32 procent). Avrinningsområdet har 0,78 kvadratkilometer vattenytor vilket ger det en sjöprocent på 11,8 procent.